# 国家的法益
国家的法益（こっかてきほうえき）とは、法益の帰属主体が国家であるものを指す。

## 国家の存立に対する罪
- 内乱罪
  - 反政府武装闘争を行う行為。
  - 日本国からの分離独立を宣言する行為。

以上の行為を行った場合、死刑とされるのは首謀者だけで、現場指揮者は最高でも無期禁錮となることから、あさま山荘事件（1972年）でも地下鉄サリン事件（1995年）でも実行犯が主張した。特別永住者が犯した場合、国外退去の対象になる。一審は高等裁判所。ただし、内乱が成功したら、内乱行為が裁かれることは無い。
- 外患罪
  - 外国軍隊に、日本国に対し武力を行使させる行為（外患誘致罪）。
  - 日本国に侵攻した外国軍隊に、従軍する行為（外患援助罪）。

外患誘致罪の法定刑は死刑のみ。祖国に対する裏切りとして、最大の破廉恥行為とされる。内乱罪と同様、特別永住者が犯した場合、死刑にならなくても国外退去の対象となる。

## 国家の作用に対する罪
- 公務執行妨害罪
- 逃走の罪
- 犯人隠避罪
- 証拠隠滅罪
- 証人威迫罪
- 偽証罪
- 虚偽告訴等罪
- 公務員職権濫用罪
- 贈賄罪・収賄罪
- 通貨偽造罪（社会的法益にも分類される）
- 公文書偽造罪（社会的法益にも分類される）

## 国交に対する罪
- 外国国章損壊等の罪
- 私戦予備等の罪
- 中立命令違反罪

## 廃止された罪
- 皇室に対する罪（旧73条から76条）
- 利敵行為罪（旧83条から86条、旧89条）
- 外国元首等に対する暴行等の罪（旧90条、91条）
- 皇居等侵入罪（旧131条）